# Jahodka indická
Jahodka indická (Duchesnea indica) je ozdobná, půdopokryvná rostlina, která se svými listy, plody i způsobem růstu podobá jahodníku obecnému (lesní jahodě), její plody jsou však zcela bez typické vůně i chuti. Botanicky je řazena do nově vytvořeného rodu jahodka, dříve bývala považována za součást rodu jahodník nebo mochna.

## Výskyt
Tento rod pochází z jižní a jihovýchodní Asie, kde rostl od Indie přes Čínu až po Japonsko, dnes však vyrůstá téměř po celém světě. Do Evropy byla jahodka dovezena koncem 18. století a jako okrasná rostlina pěstovaná v závěsech nebo k lemování zahradních chodníčku. Dnes je používána jako půdopokryvná rostlina, jejíž listy za mírné zimy zůstávají stále zelené a snáší i občasné pošlapání. Ze zahrad se semeny zanáší do volné přírody, kde jí vyhovuje spíše stinné, vlhčí stanoviště.

## Popis
Rostlina je vytrvalá s chlupatými plazivými lodyhami 20 až 50 cm dlouhými, které mají schopnost v uzlinách zakořenit a tak vytvořit novou rostlinu. Lodyžní listy jsou dlouze řapíkaté a trojčetné, jejich zubaté, obvejčité lístky mají krátké řapíčky.
Pětičetné květy vyrůstají na dlouhých stopkách z paždí listů. Nápadný pravidelný kalich má plátky trojúhelníkovitého tvaru a kalíšek vejčité plátky rozeklané do 3 až 5 zubů. Korunu tvoří podlouhle vejčité plátky zlatožluté barvy. V květu je 20 až 30 tyčinek s prašníky a hodně pestíků s bliznami. Kvete od května do října.
Plody jsou nažky umístěné na povrchu kulovitého nebo stlačeného rumělkově červeného souplodí (jahody), které mívá v průměru až 1,5 cm. Jahodka indická se rozmnožuje jak šlahouny, tak i semeny, která roznáší rozličný hmyz nebo ptáci po konzumaci.

## Toxicita
Přestože se jahodka svými listy, způsobem růstu i barvou souplodí podobá jahodníku, zásadně se od něho odlišuje nedobrou chutí jahody; lze je ale bez újmy na zdraví konzumovat. Je zde ovšem riziko alergické reakce  nebo průjmu.
Toxikologické informační středisko u plodů uvádí: „téměř nejedovaté plody – nebezpečná může být dávka nad 20 plodů (bobulí, semen), po větším požitém množství se podává aktivní uhlí, nebývá nutná hospitalizace (jen u mimořádně citlivých osob při závažných příznacích), u zdravých jedinců se objevují nanejvýš zažívací potíže“.

## Použití
Pěstovány jsou od počátku 19. století jako okrasné rostliny v zahradách, v mnoha lokalitách pěstování rostliny zplaněly a v 21. století je někdy rod označován jako invazívně se šířící.
Druh je v 21. století široce používán jako trvalka okrasná květem a především plody. Intenzivně se rozrůstá do okolí, je vhodnou pokryvnou rostlinou (živý mulč), ale v kompozici (například ve skalce) utlačuje slabší nízké druhy trvalek.

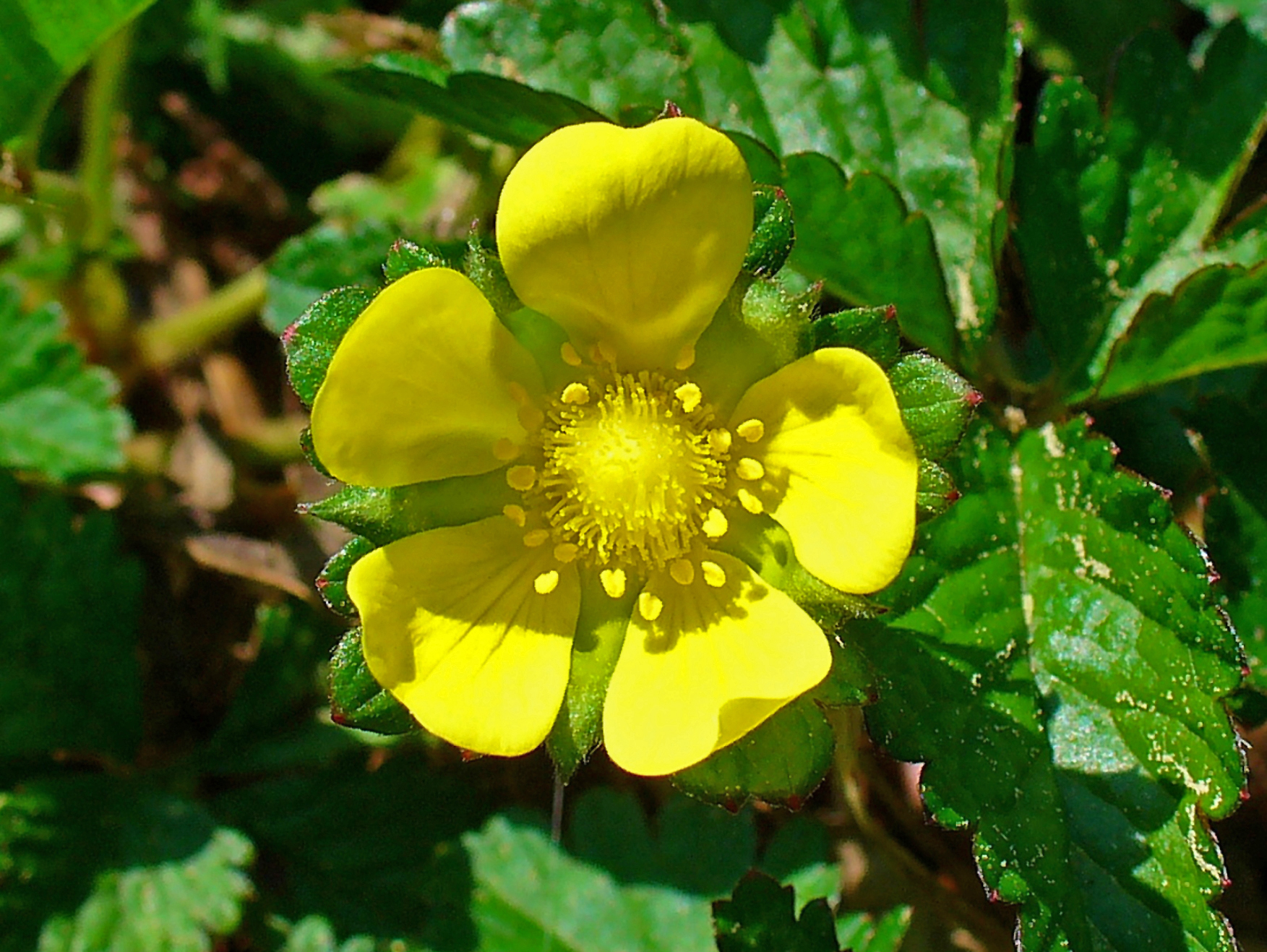
Květ jahodky indické
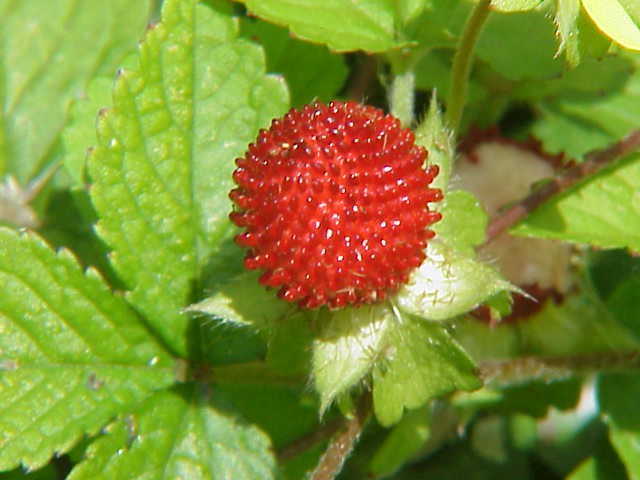
Souplodí jahodky
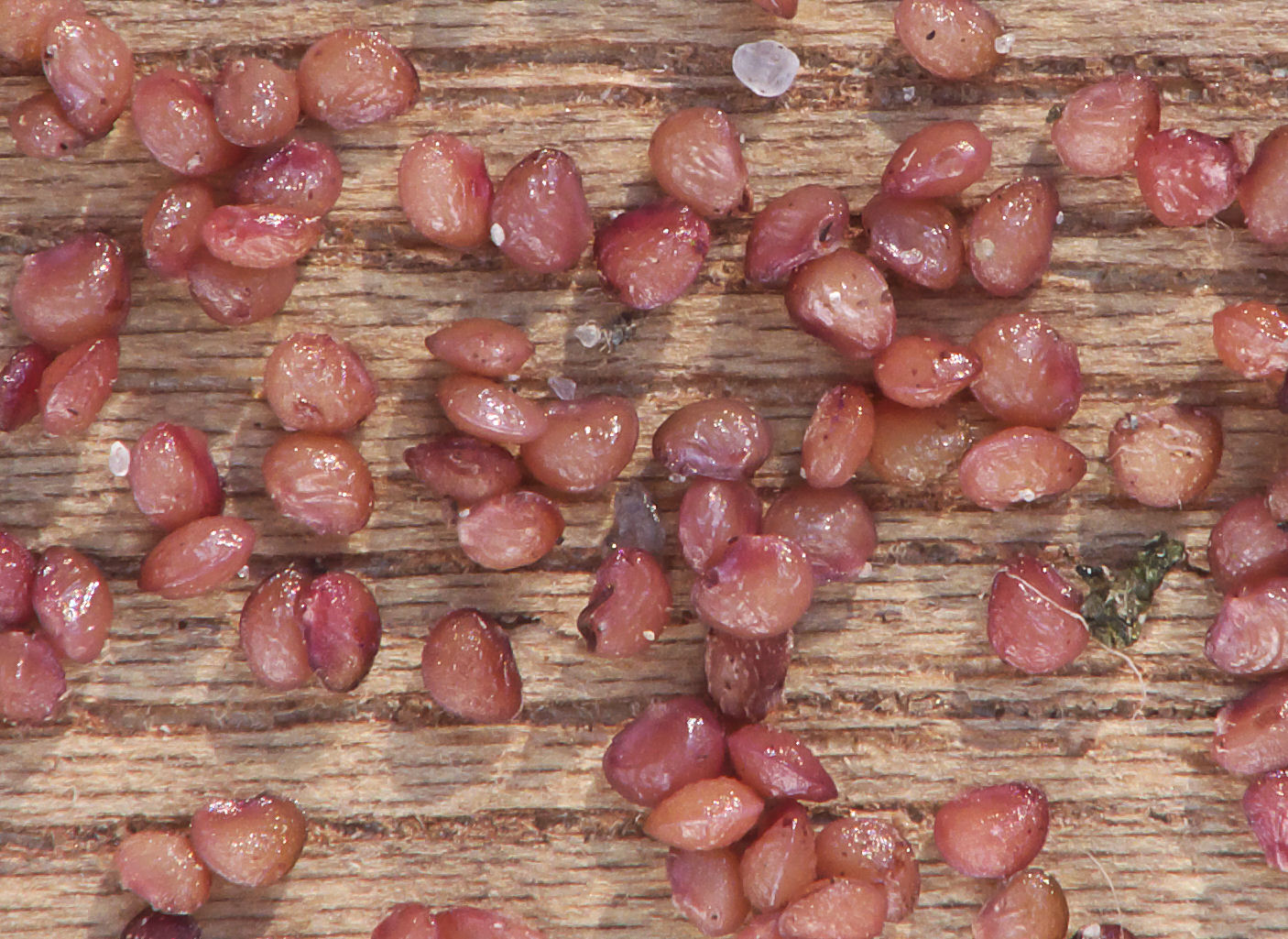
Nažky